# شنتارو كاتو
شنتارو كاتو (باليابانية: 加藤慎太郎) هو لاعب كرة قدم ياباني، ولد في 18 أكتوبر 1999.

## وصلات خارجية
- شنتارو كاتو على موقع رابطة كرة القدم اليابانية للمحترفين (اليابانية)
- شنتارو كاتو على موقع قاعدة بيانات كرة القدم.إي يو (الإنجليزية)
- شنتارو كاتو على موقع Soccerway.com (الإنجليزية)
- شنتارو كاتو على موقع عالم كرة القدم.نت (الإنجليزية)